# Marcelle Cahn
Marcelle Cahn   (Estrasburg, 1 de març de 1895 - Neuilly-sur-Seine, 20 de setembre de 1981) va ser una pintora francesa i una de les membres d’Abstracció-Creació. Va néixer en una família jueva d’Estrasburg, Alsàcia i va morir als 86 anys, a Neuilly-sur-Seine. L'artista contemporani francès Richard Conte va fer un homenatge a Marcelle Cahn el 1995 a la Nicole Ferry Art Gallery (París).

## Biografia
Cahn va començar a estudiar art quan era nen, fent classes de pintura i dibuix. També va aprendre a tocar el violí i es va familiaritzar amb la música d’Arnold Schönberg.
El 1915, Cahn, juntament amb la seva mare i el seu germà, es van traslladar a Berlín. A Berlín, va estudiar amb els pintors alemanys Lovis Corinth i Eugene Spiro. Cahn ja estava familiaritzada amb el moviment Sturm und Drang abans de la seva arribada a Berlín, i el va estudiar un cop allà. A partir de 1920, va passar un temps a París, on va experimentar primer amb dibuixos geomètrics i va estudiar breument amb Édouard Vuillard i Othon Friesz. Cahn va conèixer més tard Léonce Rosenberg, qui la va presentar a Fernand Léger, amb qui va començar a treballar. També va treballar amb Amédee Ozenfant, una de les fundadores del Purisme, durant aquest temps. A més de París, també va passar temps a Estrasburg i Zúric (on va estudiar les obres de Kant). El 1926, la seva obra d'art es va mostrar a París i en una exposició de la Société Anonyme a Nova York. Cahn també va presentar la seva obra anualment a l'exposició de la Société des Artistes Indépendantes de 1927 a 1930. El 1929, Cahn va ser convidat a unir-se al grup d'artistes abstractes francesos Cercle et Carré.
Durant la Segona Guerra Mundial, Cahn i la seva mare es van amagar en un monestir de Tolosa; va tornar a París el 1947. A partir de 1948, va començar a mostrar la seva obra d'art abstracta a l'exposició del Salon des Réalités Nouvelles, i va començar a fer collages el 1952. Més tard, Cahn va començar a fer collages sobre fotos, taules-esferes i mòbils espacials.
El 1980, Cahn va donar 200 collages al Museu d'Art Modern i Contemporani d'Estrasburg.